# Ilma
Az Ilma női név Vörösmarty Mihály alkotása a Csongor és Tünde című művében, talán a Vilma rövidítéseként. Egyúttal finn név is, ami szintén 19. századi alkotás, jelentése levegő, ég, világ.

## Gyakorisága
Az 1990-es években szórványos név, a 2000-es években nem szerepel a 100 leggyakoribb női név között.

## Névnapok
- április 18.[2]
- április 23.[2]
- július 21.[2]
- augusztus 18.[2]
- október 14.[2]
- november 29.[2]

## Híres Ilmák
- Draskóczy Ilma
- Hendi Ilma
- Kövér Ilma